# Olympia 83
Albums de Alain Souchon
On avance
(1983) C'est comme vous voulez
(1985)
Olympia 83 est le deuxième album live d'Alain Souchon enregistré à l'Olympia de Paris et sorti en 1983.
Il a d'abord été édité sous forme d'un double vinyle (ou d'un cassette longue-durée), puis réédité en un seul CD, avec omission de trois chansons et de la plage de présentation des musiciens.

## Titres
| 1.  | Jamais content            | 2:25 |
| 2.  | J'appelle                 | 2:12 |
| 3.  | Billy m'aime              | 3:12 |
| 4.  | Casablanca                | 3:15 |
| 5.  | Manivelle                 | 2:38 |
| 6.  | S'asseoir par terre       | 3:05 |
| 7.  | Le Dégoût                 | 3:17 |
| 8.  | 18 ans que j't'ai à l'œil | 2:47 |
| 9.  | Sardine                   | 2:17 |
| 10. | Lennon kaput valse        | 3:20 |
| 11. | Allô maman bobo           | 3:04 |
| 12. | Poulaillers' Song         | 2:17 |
| 13. | Le Bagad de Lann-Bihoué   | 5:25 |
| 14. | Lettres aux dames         | 1:55 |
| 15. | Les Papas des bébés       | 3:14 |

| 1.  | Y'a d'la rumba dans l'air    | 3:10 |
| 2.  | J'étais pas là               | 2:16 |
| 3.  | Rame                         | 4:11 |
| 4.  | Frenchy bébé blues           | 3:22 |
| 5.  | Somerset Maugham             | 3:32 |
| 6.  | On s'aime pas *              |      |
| 7.  | On avance                    | 4:01 |
| 8.  | Saute en l'air               | 3:57 |
| 9.  | Help                         | 2:55 |
| 10. | Lily Peter *                 |      |
| 11. | Présentation des musiciens * |      |
| 12. | La P'tite Bill *             |      |

Les plages marquées d'une astérisque sont absentes du CD.